# Типпекану (округ)
Типпекану́ (англ. Tippecanoe County) — округ в штате Индиана, США. Официально образован в 1826 году. По состоянию на 2010 год, численность населения составляла 172 780 человек.

## География
По данным Бюро переписи США, общая площадь округа равняется 1 303,393 км2, из которых 1 294,509 км2 суша и 8,910 км2 или 0,680 % это водоёмы.

## Население
По данным переписи населения 2000 года в округе проживает 148 955 жителей в составе 55 226 домашних хозяйств и 32 417 семей. Плотность населения составляет 115,00 человек на км2. На территории округа насчитывается 58 343 жилых строений, при плотности застройки около 45,00-ти строений на км2. Расовый состав населения: белые — 88,86 %, афроамериканцы — 2,52 %, коренные американцы (индейцы) — 0,28 %, азиаты — 4,46 %, гавайцы — 0,03 %, представители других рас — 2,48 %, представители двух или более рас — 1,37 %. Испаноязычные составляли 5,26 % населения независимо от расы.
В составе 28,50 % из общего числа домашних хозяйств проживают дети в возрасте до 18 лет, 46,90 % домашних хозяйств представляют собой супружеские пары проживающие вместе, 8,30 % домашних хозяйств представляют собой одиноких женщин без супруга, 41,30 % домашних хозяйств не имеют отношения к семьям, 28,00 % домашних хозяйств состоят из одного человека, 7,40 % домашних хозяйств состоят из престарелых (65 лет и старше), проживающих в одиночестве. Средний размер домашнего хозяйства составляет 2,42 человека, и средний размер семьи 3,01 человека.
Возрастной состав округа: 20,90 % моложе 18 лет, 25,40 % от 18 до 24, 27,10 % от 25 до 44, 17,40 % от 45 до 64 и 17,40 % от 65 и старше. Средний возраст жителя округа 27 лет. На каждые 100 женщин приходится 105,40 мужчин. На каждые 100 женщин старше 18 лет приходится 105,10 мужчин.
Средний доход на домохозяйство в округе составлял 3 865 USD, на семью — 51 791 USD. Среднестатистический заработок мужчины был 37 606 USD против 25 142 USD для женщины. Доход на душу населения составлял 19 375 USD. Около 7,30 % семей и 15,40 % общего населения находились ниже черты бедности, в том числе — 12,10 % молодежи (тех, кому ещё не исполнилось 18 лет) и 4,30 % тех, кому было уже больше 65 лет.